# Ivy Kellerman Reed
Pour les articles homonymes, voir Kellerman et Reed.
Ivy Kellerman Reed, née le 8 juillet 1877 et morte le 7 février 1968 est une linguiste et autrice américaine, principalement en espéranto.

## Biographie

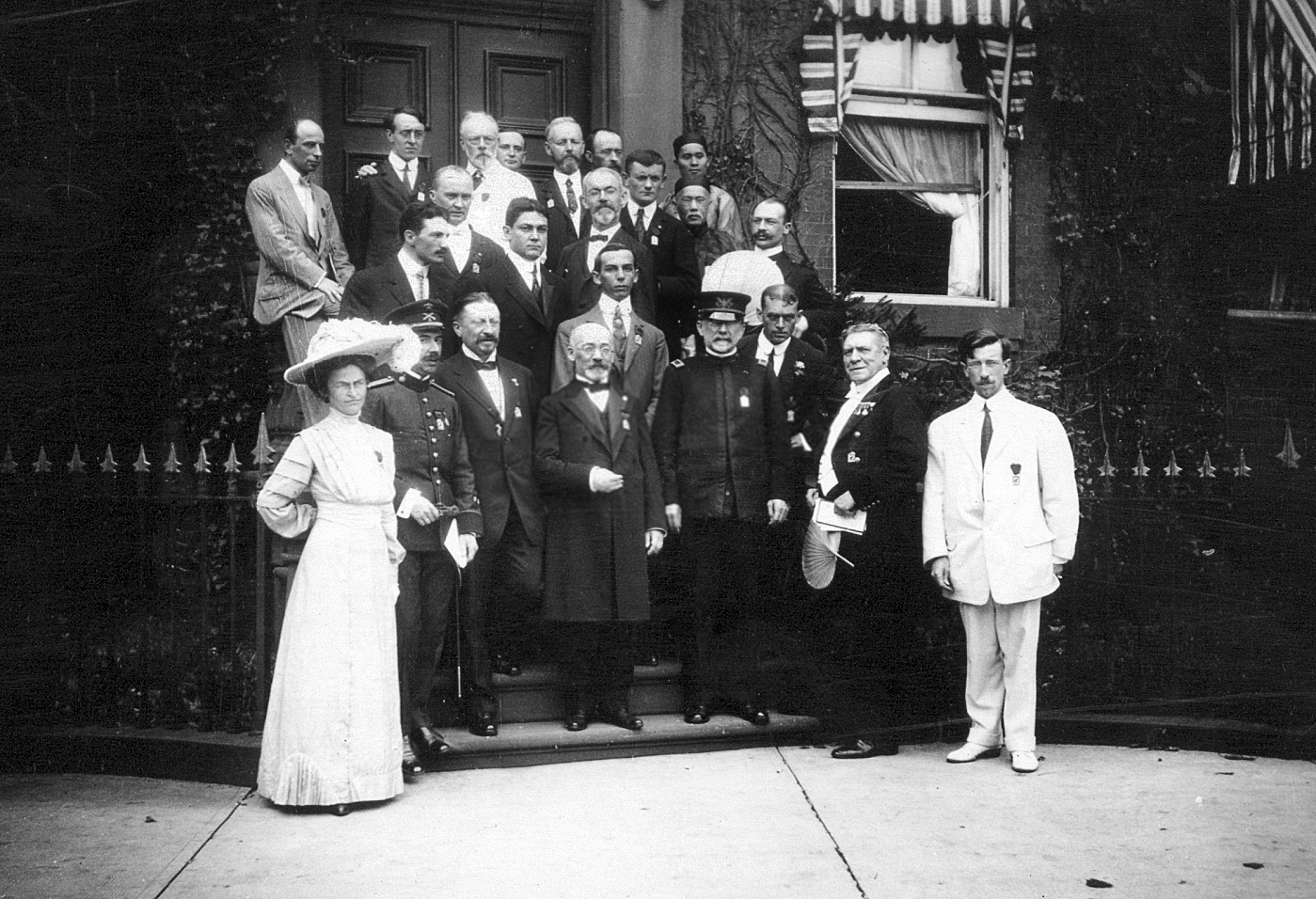
Congrès international de l'Esperanto à Washington en 1910 avec Ivy Kellerman Reed, José Perogordo Camacho, Edward Mybs, Ludwik Zamenhof, H. W. Yemans, John Pollen, Edwin Reed

Ivy Kellerman naît le 8 juillet 1877 à Oshkosh, dans le Wisconsin, aux États-Unis.
Elle apprend l'espéranto en 1905. Elle est mariée à Edwin C. Reed.
Elle fait partie du comité exécutif de Amerika Esperantisto (en) et également éditrice.
Elle rédige en 1910 une grammaire complète de l'Espéranto,.
Elle meurt le 7 février 1968 à La Jolla, à San Diego, aux États-Unis.

## Publications
- (en) Ivy Kellerman, A Complete Grammar of Esperanto, 1910, 323 p. (ISBN 9781103822027 et 1103822020, OCLC 741513029, lire en ligne)[5]
- (en) Ivy Kellerman, A Practical Grammar of the International Language, The American School of Esperanto, 1915, 145 p. (OCLC 15124364)